# Ça balance à Paris
Pour la chanson, voir Ça balance pas mal à Paris.
Ça balance à Paris est une émission de télévision culturelle française diffusée sur Paris Première.

## Historique
Lancée le 20 octobre 2004, en remplacement de Field dans ta chambre, Ça balance à Paris a été successivement présentée par Michel Field (2004-2005), Laurent Ruquier (2005-2006) et Pierre Lescure (2006-2010). Depuis la rentrée 2010, elle est animée par Éric Naulleau. Il reste aux commandes de l'émission jusqu'au dernier numéro diffusé le 13 avril 2019.

## Principe de l’émission
L'émission présente l'actualité culturelle du moment, qu'elle soit cinématographique, musicale, littéraire, photographique ou théâtrale.
Des chroniqueurs donnent leur avis, négatif ou positif, sur les différentes œuvres présentées sachant qu'à la fin de leurs chroniques, peut surgir des coulisses un invité mystère lié à l'objet culturel - réalisateur, comédien, auteur, musicien… qui vient alors se joindre au débat. Peuvent s'ensuivre des échanges houleux ou animés.
L'émission est en général enregistrée dans le célèbre Studio Gabriel situé dans le 8e arrondissement de Paris non loin de la place de la concorde, pour être diffusée le samedi vers 18 h puis rediffusée de manière aléatoire dans la semaine.

### Saison Pierre Lescure
Dans la formule animée par Pierre Lescure les « tops » et les « flops » culturels de la semaine sont présentés lors de reportages. Une séquence intitulée « C'est la crise » permet aux chroniqueurs de déconseiller certains livres ou films afin d'économiser de l'argent. Pierre Lescure fait aussi part des mails et réactions des téléspectateurs.

### Saison Éric Naulleau
Dans la formule animée par Éric Naulleau, l'émission s'ouvre par un édito — souvent « à charge » — de l'animateur.
Dans les premiers numéros, un invité « fil rouge » est présent tout au long de l'émission et participe au débat. Ont notamment été invités : Laurent Baffie, Jacques Chancel, Patrick Poivre d'Arvor, Karl Lagerfeld, Antoine de Caunes et Jacques Séguéla.
Un reportage est diffusé, il s'agit du portrait et du « guide culturel » d'une personnalité au travers de ses goûts artistiques, sous forme de question (« Quel auteur pour écrire votre biographie ? », « Le livre que vous auriez aimé écrire ? », par exemple).
Lors d'une séquence Éric Naulleau distribue des « balançoires » de bronze, d'argent et d'or afin de récompenser les critiques les plus méchantes parues dans la presse.
En fin d'émission les chroniqueurs sont invités à présenter leurs « coups de cœur » culturels.
Le 26 mars 2011 une émission spéciale est diffusée. Le panel de chroniqueurs y est constitué d'écrivains : Frédéric Lenoir, Nathalie Rheims, Olivier Poivre d'Arvor, Jean-Claude Carrière et Diane Ducret[réf. nécessaire].

## La200eémission
Pour fêter le 200e numéro de Ça balance à Paris, Paris Première diffuse, le 28 novembre 2009, une émission « exceptionnelle » animée par Pierre Lescure, avec des chroniqueurs « historiques » de la chaîne : Laurent Ruquier, Thierry Ardisson, Frédéric Taddeï, Éric Naulleau, Élisabeth Quin, Anne-Élisabeth Lemoine et André Manoukian.

## Chroniqueurs
Liste non exhaustive des chroniqueurs participants ou ayant participé
- Alexandra Alévêque
- Tristane Banon
- François Bégaudeau
- Philippe Besson
- Thierry Bizot
- Christophe Bourseiller
- Sophie Brafman
- Thierry Chèze
- Virginie de Clausade
- Audrey Diwan
- Clara Dupont-Monod
- Edouard Duprey
- Xiao Xin
- Patrick Fabre
- Clementine Goldszal
- Thomas Hervé
- Leïla Kaddour-Boudadi
- Serge Kaganski
- Jean-François Kervéan
- Titiou Lecoq
- Anne-Élisabeth Lemoine
- Macha Méril
- Géraldine Maillet
- Martin Monestier
- Éric Naulleau
- Mazarine Pingeot
- Michel Polac
- Élisabeth Quin
- Marion Ruggieri
- Thomas Schlesser
- Mathilde Serrell
- Joy Sorman
- Gaël Tchakaloff
- Philippe Tesson
- Philippe Vandel
- Arnaud Viviant
- Florence Willaert

## Critiques
En novembre 2013, Le Figaro note : « Avec son débit mitraillette, l'ex-trublion du magazine On n'est pas couché passe les sorties de la semaine sur le gril. Jamais à court de jeux de mots, ses chroniqueurs débattent avec animation. Dommage que leurs échanges tournent en rond ».